# Fakulta chemicko-inženýrská Vysoké školy chemicko-technologické v Praze
Fakulta chemicko-inženýrská (FCHI) je nejmladší fakultou Vysoké školy chemicko-technologické v Praze (VŠCHT). Vznikla v roce 1960, a to na základě potřeb chemického průmyslu rozvíjet vedle chemických oborů i další obory, procesní a ekonomické. Ústavy fakulty zajišťují výchovu inženýrů v bakalářském a magisterském studiu a dále ve studijních programech doktorského studia. Specifické postavení fakulty v oblasti výuky spočívá v tom, že všechny její ústavy se kromě zabezpečení oborového studia účastní výuky předmětů společného základu všech fakult VŠCHT Praha.

## Studium
Studenti na FCHI studují podle pravidel kreditního systému, který jim umožňuje, zejména ve vyšších ročnících, volit si velkou část studovaných předmětů a dotvářet tak svůj odborný profil. Úvodní část studia dává především hluboký všeobecný přehled universálně použitelný ve všech dalších oborech studia. Následné navazující magisterské programy pak nabízejí širokou škálu oborů podle zájmu jednotlivých studentů. Pro část studentů je pak studium završeno doktorskými studijními programy umožňujícími získat start do další badatelské činnosti.

### Uplatnění
Absolventi fakulty nacházejí uplatnění v nejrůznějších odvětvích chemického, petrochemického i potravinářského průmyslu; významné možnosti uplatnění nabízí i průmysl farmaceutický a oblast ochrany životního prostředí. Absolventi se uplatní jak ve výrobní nebo podnikatelské sféře, tak i ve vědecko-výzkumných pracovištích či projekčních společnostech. Absolventy nacházíme v různých řídících a technických funkcích v podnikovém managementu, při činnosti v aplikovaném výzkumu, vývoji, projekci, výrobě i v poradenství a v obchodní činnosti. Někteří z absolventů fakulty se věnují pedagogice na vysokých a středních školách, působí ve státní správě, zastávají profese spojené s výpočetní technikou apod.
Nedílnou součástí práce všech ústavů fakulty je vědecká práce, jejíž tematika ovlivňuje i zaměření diplomových prací studentů jednotlivých studijních oborů. Fakulta je významným badatelským pracovištěm a pracovníci fakulty se podílejí na řešení celé řady grantových projektů a výzkumných úkolů, které často nacházejí realizaci v průmyslové a výzkumné praxi.

## Historie
Fakulta chemicko-inženýrská byla založena jako samostatná fakulta Vysoké školy chemicko-technologické v Praze v roce 1960 pod názvem Fakulta automatizace a ekonomiky chemických výrob (FAE). Fakulta zahrnovala čtyři základní odborné katedry (procesů a aparátů, ekonomiky a řízení chemického a potravinářského průmyslu, matematiky a fyziky). V roce 1969 byla přejmenována na Fakultu chemicko-inženýrskou (FCHI).
Činnost fakulty je v mnohém spjata s historií nynějšího Ústavu chemického inženýrství a přednáškami z chemického inženýrství zavedenými v roce 1948 na tehdejší Fakultě chemicko-technologického inženýrství ČVUT v Praze prof. G. Standartem. Tyto kurzy byly od roku 1952 po zřízení samostatné VŠCHT přesunuty na její novou katedru procesů a aparátů chemické technologie, jejímž vedením byl pověřen prof. Hanuš Steidl, který byl rovněž prvním děkanem fakulty. Katedra svými dalšími aktivitami ovlivnila v řadě případů rovněž činnost dalších pracovišť vysoké školy. Mezi její pracovníky patřil i prof. Emil Slavíček, který se v roce 1958 stal vedoucím katedry fyziky a prof. Jiří Sládeček, který v roce 1962 založil katedru automatizace chemických výrob.
Dnešní Ústav matematiky spolu s Ústavem fyziky a měřicí techniky tvořil původně jednu společnou katedru matematiky a fyziky. K jejich oddělení došlo v roce 1958 osamostatněním katedry fyziky, později přejmenované na katedru technické fyziky a elektrotechniky. Obě katedry se v celé své historii významně podílejí na výuce základních předmětů pro všechny posluchače VŠCHT. Ústav ekonomiky a řízení chemického a potravinářského průmyslu byl samostatným ústavem od vzniku fakulty a svým interdisciplinárním charakterem se stal nedílnou součástí celé fakulty.
Jednotlivé změny ve struktuře fakulty byly dány potřebami rychle se rozvíjejících oborů, které fakulta zajišťovala. V roce 1973 byla zřízena katedra automatizovaných systémů řízení v chemickém a potravinářském průmyslu, později přejmenovaná na Ústav počítačové a řídicí techniky. Původně byla zaměřena na výuku základního předmětu výpočetní technika, předmětu kybernetika a na zajištění výuky v nově zřízeném studijním oboru automatizované systémy řízení (nyní inženýrská informatika a řízení procesů). Zařazení předmětu výpočetní technika rozděleném do 5 semestrů pro všechny studenty VŠCHT bylo v té době velkým přínosem pro celou vysokou školu.
Další vývoj v zaměření fakulty vedl k rozšíření fakulty o Ústav analytické chemie a Ústav fyzikální chemie na současný počet 7 ústavů, nazývaných v předchozím období katedrami. Oba tyto ústavy mají velice bohatou historii s řadou osobností. Výuka analytické chemie je spjata se zřízením Chemické stolice po rozdělení pražské polytechniky na dvě samostatné školy v roce 1869 jmenováním PhDr. Vojtěcha Šafaříka profesorem pro chemii všeobecnou a analytickou. Mezi další významné pracovníky tohoto ústavu patřil i prof. F. Čůta (1898-1986). Odborná a pedagogická aktivita ústavu fyzikální chemie navazuje na tradici tohoto vědního oboru, který proslavil laureát Nobelovy ceny Jaroslav Heyrovský (1890-1967), profesor Karlovy university. Mezi nejvýznamnější a nejznámější pracovníky, kteří v této oblasti působili na VŠCHT, patřili profesoři Emerich Erdös (1922-1998) a Eduard Hála (1919-1989).

## Vedení fakulty
- prof. Ing. Michal Přibyl, Ph.D.. – děkan
- doc. Ing. Karel Řehák, CSc. – proděkan pro pedagogickou činnost
- doc. RNDr. Ing. Pavel Řezanka, Ph.D.. – proděkan pro vědu výzkum
- Ing. Pavel Hrnčiřík, Ph.D. – proděkan pro vnější vztahy a rozvoj
- Ing. Kamila Klaudisová, Ph.D. – tajemnice